# ريك جونز (لاعب كرة قاعدة)
ريك جونز (بالإنجليزية: Rick Jones) هو لاعب كرة قاعدة أمريكي، ولد في 16 أبريل 1955 في جاكسونفيل في الولايات المتحدة.

## وصلات خارجية
- ريك جونز على موقعبيزبول رفرنس.كوم (الدوري الرئيسي) (الإنجليزية)